# دیوید پاسکولو
دیوید پاسکولو (انگلیسی: Davide Pascolo؛ زادهٔ ۱۴ دسامبر ۱۹۹۰) بازیکن بسکتبال اهل ایتالیا است.